# Werner Freytag
Werner G. Freytag (* 5. April 1908 in Lauscha (Kreis Sonneberg/Herzogtum Sachsen-Meiningen); † 25. April 1991 in Friedland-Reckershausen (Kreis Göttingen)) war ein deutscher Mund-, Kiefer- und Gesichtschirurg und Schriftsteller.

## Leben
Freytag bestand 1926 das Abitur am Reformierten Realgymnasium in Frankenhausen (Thüringen). Zum Sommersemester 1927 immatrikulierte er sich in Göttingen in den Fächern Zahn- und Humanmedizin und trat WS 1928/29 in die Burschenschaft Hannovera ein. Die Studienorte Greifswald, Halle und Heidelberg folgten. Letzteren Ortes schloss er das Studium der Zahnmedizin ab und wurde 1931 mit der Arbeit Über Blutungen durch zahnärztliche Operationen und ihre Behandlung unter Berücksichtigung des Stryphnons zum Dr. med. dent. promoviert. Nach einigen Jahren als Assistenzarzt an Krankenhäusern in Thüringen wurde er 1937 Chefarzt des Ambulatoriums für Mund-, Zahn- und Kieferkrankheiten am Kreiskrankenhaus Köthen. In dieser Zeit betätigte er sich freiwillig auch als Sanitätsausbilder in Zerbst und Bückeburg.
Nach 1939 war er Arzt in Berlin.
Kurz nach Ausbruch des Zweiten Weltkrieges erfolgte die Einberufung zur Wehrmacht. Als Stabsarzt versah Freytag Dienst in Kriegslazaretten, nach 1941 u. a. in Dünaburg, und spezialisierte sich auf die Versorgung von Gesichts- und Kieferverwundungen. 1943 wurde er an ein Lazarett in Berlin-Westend versetzt, das unter Leitung von Professor Martin Waßmund stand. Nachdem dieses bei einem Bombenangriff zerstört worden war, versorgte Werner Freytag Verwundete in einem Lazarett in Senftenberg, bevor er 1944 die Leitung einer entsprechenden Fachabteilung mit 300 Betten eines Lazarettes in Göttingen übernahm. 1948 ließ er sich in Göttingen als Facharzt für Zahn-, Mund- und Kieferkrankheiten nieder; später kam eine Privatklinik hinzu. 1962 wurde er in Göttingen mit der Arbeit Alloplastisches Implantationsmaterial im Kiefer-/Gesichtsbereich zum Dr. med. promoviert, widmete sich zudem biologisch-pharmazeutischen Studien und stellte ein Medikament her, das als Bundespatent für Heilmittel Nr. 904235/1951 anerkannt wurde.
Werner Freytag gehörte 1950 zu den standespolitisch interessierten Gründungsmitgliedern, die im Göttinger Ratskeller den Facharztverband für Zahn-, Mund- und Kieferkrankheiten ins Leben riefen, einem Vorläufer der Deutschen Gesellschaft für Mund-, Kiefer- und Gesichtschirurgie e. V.; 1975 wurde er zum Ehrenmitglied ernannt.

## Schriften (Auswahl)
- Über Blutungen durch zahnärztliche Operationen und ihre Behandlung unter Berücksichtigung des Stryphnons, Heidelberger zahnmedizinische Dissertation 1931.
- Versorgung der Kieferbrüche durch Frakturverbände, hergestellt nach der indirekten und direkten Methode, Berlin: Berlinsche Verlagsanstalt, 1950.
- Alloplastisches Implantationsmaterial im Kiefer-Gesichtsbereich: Unter besonderer Berücksichtigung des Kinnaufbaues, Göttinger medizinische Dissertation 1962.
- Politik für jedermann, 1968.
- Wohin treibt die Jugend?, München: F.J. Lehmann, 1968.
- Sex, Ehe, Gesellschaft, Freiburg i.Br.: Herder, 1971.
- Dreimal täglich heitere Medizin, 1974.
- Vorwiegend heiter, Ein Arzt erzählt aus seinem Leben, Wien: Europäischer Verlag, 1974.
- Heiteres und Ernstes aus meiner Sprechstunde, Bechtle Verlag, Esslingen, 1975.
- Das waren Zeiten. Erzählungen aus dem Leben eines Arztes, Verlag Bläschke 1977.
- Glaube, Religion, Wissenschaft, Heusenstamm: Orion-Heimreiter-Verlag, 1979.
- Der heiße Krieg, Köln: Ellenberg, 1979.
- Besinnliches für Dich, Heusenstamm: Orion-Heimreiter-Verlag, 1980.
- Frohsinn für Dich, Heusenstamm: Orion-Heimreiter-Verlag, 1980.
- Die Illusion vom allzeit herstellbaren Fortschritt. In: Deutsches Ärzteblatt 1981. Jg. 78. Heft 35, Seite 1643f
- Wegbegleiter. Maximen, 1981.
- Der betrogene Bürger, Heusenstamm: Blick- und Bild-Verlag, 1982.
- Das Gesetz des Alls, München, Berlin: Herbig, 3. Aufl. 1982.
- Frohsinn macht die Welt erst schön, Frankfurt a. M., R.G. Fischer Verlag 1984.
- Dem Weltengeistigen auf der Spur, Frankfurt am Main: R.G. Fischer, 1984.
- Das Diktat der Naturgesetze und die Willensfreiheit, Frankfurt am Main: R.G. Fischer, 1986.
- Gibt es ein Weiterleben nach dem Tode?, Frankfurt am Main: R.G. Fischer, 1988.
- Die Information aus dem ewig Existierenden ist das geistige Prinzip der Evolution, Frankfurt am Main: R.G. Fischer, 1989.
- Probleme unserer Zeit, Frankfurt am Main: R.G. Fischer, 1990.
- Heiteres und Besinnliches aus dem Leben eines Arztes, Frankfurt am Main: R.G. Fischer, 1991.